# Sadie Gibbs
Sadie Gibbs (nascida em 30 de março de 1992) é uma lutadora e ginasta profissional inglesa.
Ela é mais conhecida por suas aparições na All Elite Wrestling (AEW), World Wonder Ring Stardom, Pro-Wrestling: EVE, The Wrestling League, WrestleGate Pro e British Empire Wrestling (BEW).

## Carreira na luta profissional
Gibbs fez sua estreia no wrestling profissional em 19 de novembro de 2017, em uma derrota para Nina Samuels pela London Lucha League. Em 3 de fevereiro, no evento DWA Wrestling Legendshow 2019, Gibbs venceu a vaga DWA Ladies Championship, seu primeiro título em sua carreira, após derrotar ODB .
Em 2 de janeiro de 2019, Gibbs estreou no World Wonder Ring Stardom, ao se juntar a Mari Apache, perdendo para o JAN (Jungle Kyona e Ruaka). Em 3 de janeiro, Gibbs competiu novamente com Mary Apache e Natsumi, vencendo Hanan, Hina e Rina. Em 5 de janeiro, Gibbs lutou com Jamie Hayter para um empate com limite de tempo de 10 minutos. Em 19 de janeiro, Gibbs fez sua última aparição no Stardom, juntando-se a Bobbi Tyler e Hana Kimura, e derrotou STARS (Mayu Iwatani, Starlight Kid e Tam Nakano).
Em meados de 2019, foi relatado que Gibbs estava perto de assinar um contrato com a All Elite Wrestling (AEW). Em 25 de maio, durante o pré-show de Double or Nothing, a promo de Gibbs foi exibida, confirmando sua assinatura pela promoção. Em 31 de agosto no All Out, ela fez sua estreia durante o Women's Casino Battle Royale, sendo uma das três mulheres a eliminar Awesome Kong, antes de ser eliminada pela rival Bea Priestley. No episódio de 4 de novembro de 2019 de AEW Dark, Gibbs obteve sua primeira vitória, ao fazer o pin em Big Swole, em uma luta de duplas com seu parceiro Allie contra Swole e Mercedes Martinez. Gibbs foi liberado da AEW em 13 de agosto de 2020.

## Campeonatos e conquistas
- Deutsche Wrestling Allianz
  - Campeonato DWA Feminino (1 vez, atual)